# جيريمي تايلور
جيريمي تايلور (بالإنجليزية: Jeremy Taylor)‏ (و. 1613 – 1667 م) هو قس، وعالم عقيدة، من إنجلترا، ولد في كامبريدج، توفي عن عمر يناهز 54 عاماً.

## روابط خارجية
- جيريمي تايلور على موقع الموسوعة البريطانية (الإنجليزية)
- جيريمي تايلور على موقع ميوزك برينز (الإنجليزية)
- جيريمي تايلور على موقع إن إن دي بي (الإنجليزية)